# Hospital Doctor Peset
El Hospital Universitario Doctor Peset (oficialmente en valenciano: Hospital Universitari Doctor Peset) es un hospital universitario español ubicado en la ciudad de Valencia, en el barrio de Patraix, cerca del cementerio municipal de Valencia. Pertenece a la Generalidad Valenciana y constituye el centro principal del Departamento de Salud Valencia-Doctor Peset. 
El centro ocupa una superficie construida de 50 000 m² y cuenta con 514 camas, 21 quirófanos y 116 locales de consultas externas.
El Departamento de Salud Valencia - Doctor Peset está formado por 11 centros de salud, 9 consultorios auxiliares y el Hospital Universitario Doctor Peset. Este departamento atiende un área que abarca la zona suroeste de Valencia Ciudad y municipios de l'Horta Sud como Alfafar, Sedaví, Benetússer y Llocnou de la Corona, con lo que presta asistencia sanitaria a más de 290.000 personas.

## Historia
El Hospital Universitario Doctor Peset está compuesto por un edificio de siete plantas puesto en funcionamiento en enero de 1989. Sin embargo, los orígenes de este centro sanitario se remontan a la década de los años cuarenta del siglo XX, en las antiguas instalaciones contiguas al actual edificio. Esas instalaciones fueron destinadas en un primer momento al tratamiento de enfermedades infecciosas, especialmente epidemias de tifus exantemático, muy frecuentes en la época.
En 1947, la Seguridad Social adquirió el centro sanitario y, después de construir un bloque de quirófanos, inició su actividad como Hospital General en el año 1951 bajo el nombre de Residencia Sanitaria General Sanjurjo para el Seguro Obligatorio de Enfermedad. Este fue el primer hospital perteneciente a la Seguridad Social en la Comunidad Valenciana. Este bagaje histórico se fue completando con la dotación de los recursos humanos, técnicos y materiales necesarios para asegurar al paciente la mejor asistencia sanitaria posible. De hecho, en 1974 se construyó un edificio anexo de seis plantas dedicado a consultas externas en el que en la actualidad se atiende a pacientes en régimen ambulatorio. 
Más tarde llegaría el cambio de nombre y de edificio. En 1989 la actividad hospitalaria se trasladó al nuevo edificio y se adoptó el nombre de Hospital Doctor Peset, en honor al médico de Godella Juan Peset.
En 1997 el Doctor Peset se convirtió en Hospital Universitario, con acreditación para la formación de estudiantes de Medicina, Enfermería, Fisioterapia, Ingeniería Biomédica, Odontología, Ciclos Formativos y formación postgrado, además de la docencia ya existente de Médicos/as Internos/as Residentes, Farmacéuticos/as Internos Residentes y Enfermeros/as Internos Residentes.

## Unidad de docencia

### Docencia MIR
Anualmente se incorporan al Departamento de Salud Valencia - Doctor Peset una media de 70 nuevos residentes, lo que supone aproximadamente 300 residentes en activo por año.
En el Hospital Universitario Doctor Peset existen las siguientes especialidades en las que se desarrolla formación MIR:
Alergología, Análisis Clínicos, Anatomía Patológica, Anestesiología y Reanimación, Angiología y Cirugía Vascular, Aparato Digestivo, Bioquímica Clínica, Cardiología, Cirugía General y del Aparato Digestivo, Cirugía Ortopédica y Traumatología, Cirugía Plástica y Reconstructiva, Dermatología, Endocrinología y Nutrición, Farmacia Hospitalaria, Hematología - Hemoterapia, Medicina Familiar y Comunitaria, Medicina Física y Rehabilitación, Medicina Intensiva, Medicina Interna, Medicina Nuclear, Medicina Preventiva y salud Pública, Medicina del Trabajo, Microbiología, Nefrología, Neumología, Neurofísiología clínica, Neurología, Obstetricia y Ginecología, Oftalmología, Oncología, Otorrinolaringología, Pediatría, Psicología Clínica, Psiquiatría, Radiodiagnóstico, Reumatología y Urología.

### Docencia en Enfermería
La Unidad de Docencia del Hospital Universitario Doctor Peset forma, en su mayoría, a alumnos y alumnas de universidades e institutos, aunque también recibe a estudiantes pertenecientes al programa de intercambio europeo Erasmus y a alumnos extranjeros que cursan formación para la Homologación Oficial de título extranjero a la Diplomatura de Enfermería.
El Hospital Universitario Doctor Peset también recibe a estudiantes universitarios para que realicen sus prácticas universitarias.

### Ciclos formativos
Alrededor de 200 alumnos realizan sus prácticas hospitalarias en las siguientes profesiones:
- Técnico en Cuidados Auxiliares de Enfermería
- Técnico en Imagen para el Radiodiagnóstico
- Higienista Dental
- Técnico en Farmacia y Parafarmacia
- Auxiliar de Clínica Dental
- Técnico en Documentación Sanitaria
- Técnico Superior en Anatomía Patológica y Citopreparación
- Técnico en Dietética y Nutrición
- Técnico Superior de Laboratorio y Análisis Clínicos

## Cartera de servicios
| Alergología                        | Endocrinología y Nutrición   | Medicina Familiar y Comunitaria     | Psiquiatría                     |
| Análisis Clínicos                  | Enfermería                   | Medicina Intensiva                  | Radiodiagnóstico                |
| Anatomía Patológica                | Enf. Obstétrico-Ginecol.     | Medicina Interna                    | Rehabilitación                  |
| Anestesiología y Reanimación       | Estimulación Precoz          | Medicina Nuclear                    | Reumatología                    |
| Angiología y Cirugía Vascular      | Estomatología                | Medicina Preventiva y Salud Pública | Salud Mental                    |
| Bioquímica Clínica                 | Farmacia Hospitalaria        | Medicina del Trabajo                | Salud Sexual y Reproductiva     |
| Cardiología                        | Fisioterapia                 | Microbiología y Parasitología       | Terapia Ocupacional             |
| Cir. Gral. y del Aparato Digestivo | Foniatría                    | Nefrología                          | Trasplantes                     |
| Cir. Mayor Ambulatoria             | Hematología y Hemoterapia    | Neumología                          | Tratamiento del Dolor           |
| Cir. Menor Ambulatoria             | Hemodiálisis                 | Neurofisiología Clínica             | Traumatología y Cir. Ortopédica |
| Cir. Plástica y Reconstructiva     | Hemodinámica                 | Neurología                          | Unidad Médica de Corta Estancia |
| Conductas Adictivas                | Hospital de Día              | Obstetricia y Ginecología           | Unidad de Metadona              |
| Cuidados Neonatales                | Hospitalización Domiciliaria | Oftalmología                        | Urgencias                       |
| Cuidados Paliativos                | Inmunología                  | Oncología Médica                    | Urología                        |
| Dermatología                       | Litotricia                   | Otorrinolaringología                |                                 |
| Diálisis Peritoneal                | Logopedia                    | Pediatría                           |                                 |
| Documentación clínica              | Medicina Digestiva           | Psicología Clínica                  |                                 |

## Equipos de alta tecnología
- Dos equipos de tomografía computerizada multidetector de 64 y 16 filas de detectores.
- Dos equipos de resonancia magnética de 1,5T.
- Tres equipos de gammacámara.
- Un PET/CT.
- Una Sala de hemodinámica.
- Un angiógrafo digital.
- Un densitómetro óseo.
- Diez ecógrafos.
- Diez equipos de hemodiálisis.
- Un litotrictor.
- Un mamógrafo.
- Un ortopantomógrafo.
- Dos telemandos digitales.